# Biografielijst Fo

## Fo
- Dario Fo (1926-2016), Italiaans toneelschrijver en politiek activist

## Foa
- Eugénie Foa (1796 - 1852), Frans schrijfster

## Foc
- Dirk Fock (1858-1941), Nederlands advocaat en politicus
- Arnold Daniël Hermannus Fockema Andreae (1875-1960), Nederlands rechter
- Joachimus Pieter Fockema Andreae (1879-1949), Nederlands politicus
- Sijbrandus Johannes Fockema Andreae (1904-1968), Nederlands rechtshistoricus rechtshistoricus
- Sybrandus Johannes Fockema Andreae (1844-1921), Nederlands rechtshistoricus
- Willem Hendrik Fockema Andreae (1909-1996), Nederlands politicus
- Frank Focketyn (1960), Belgisch acteur
- Willem Godschalck van Focquenbroch (1640-1670), Nederlands dichter en toneelschrijver

## Fod
- Farag Foda (1946-1992), Egyptisch publicist en denker

## Foe
- Marc-Vivien Foé (1975-2003), Kameroens voetballer
- David Foenkinos (1974), Frans schrijver

## Fog
- Kristoffer Fogelmark (1990), Zweeds muziekproducent
- John Fogerty (1945), Amerikaans gitarist en zanger
- Tom Fogerty (1941-1990), Amerikaans gitarist
- Dennis Foggia (2001), Italiaans motorcoureur
- Fabio Fognini (1987), Italiaans tennisser

## Foh
- Freda Foh Shen (1948), Amerikaans actrice

## Foi
- Valentino Fois (1973-2008), Italiaans wielrenner
- Cristina-Adela Foișor (1967-2017), Roemeense schaakster
- Ovidiu Foisor (1959), Roemeense schaker
- Sabina-Francesca Foişor (1989), Roemeens-Amerikaanse schaakster

## Fok

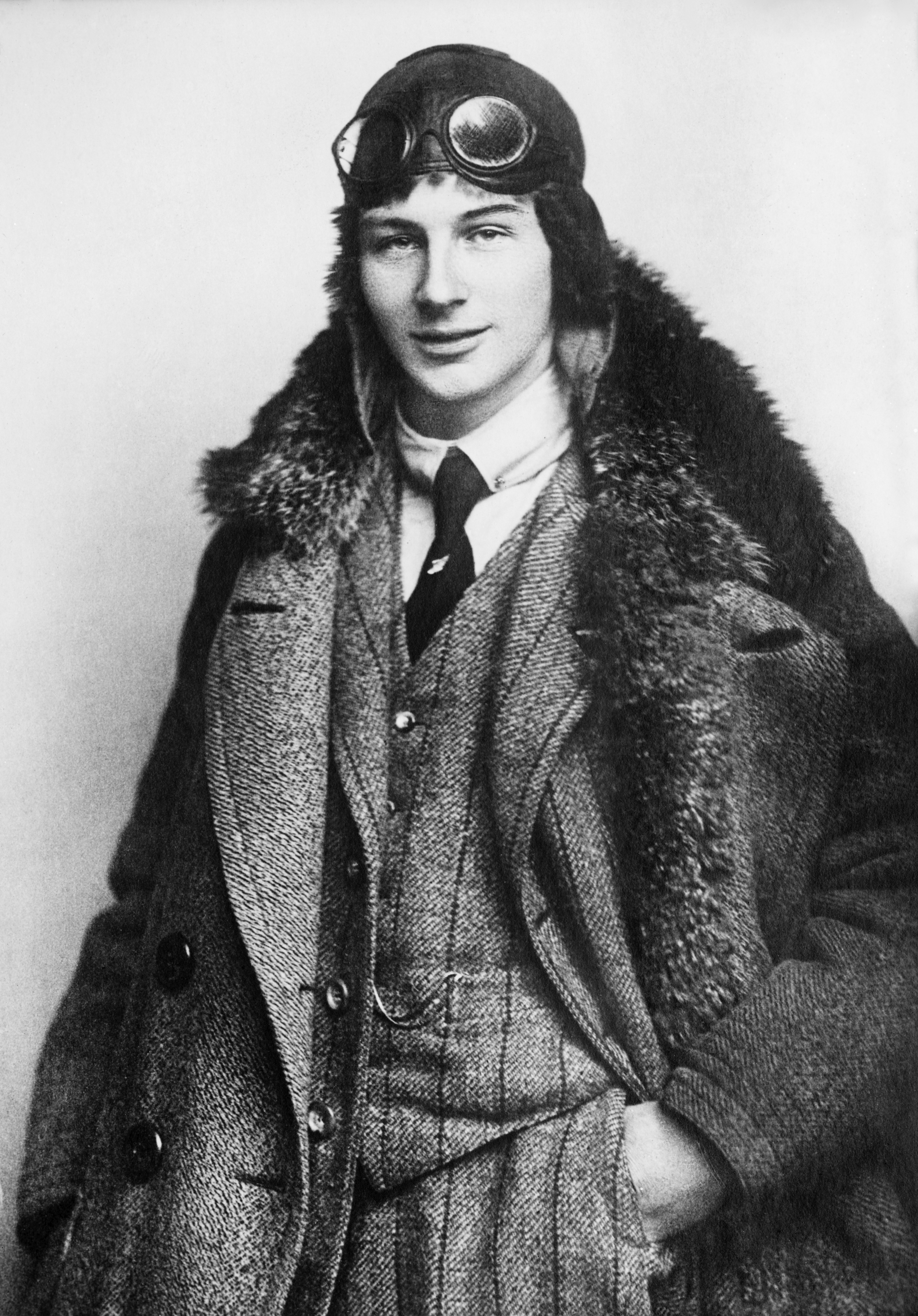
Anthony Fokker

- Adriaan Daniël Fokker (1887-1972), Nederlands natuurkundige en musicus
- Anthony Fokker (1890-1939), Nederlands vliegtuigbouwer
- Eduard Fokker (1849-1936), Nederlands politicus
- Gerrit Adriaan Fokker (1811-1878), Nederlands politicus en Tweede Kamerlid
- Herman Fokker (1921-2001), Nederlands politicus
- Johan Pieter Fokker (1755-1831), Nederlands wiskundige en politicus
- Johan Pieter (Jan Piet) Fokker (1942-2010), Nederlands hockeyspeler
- Renée Fokker (1961), Nederlands actrice

## Fol

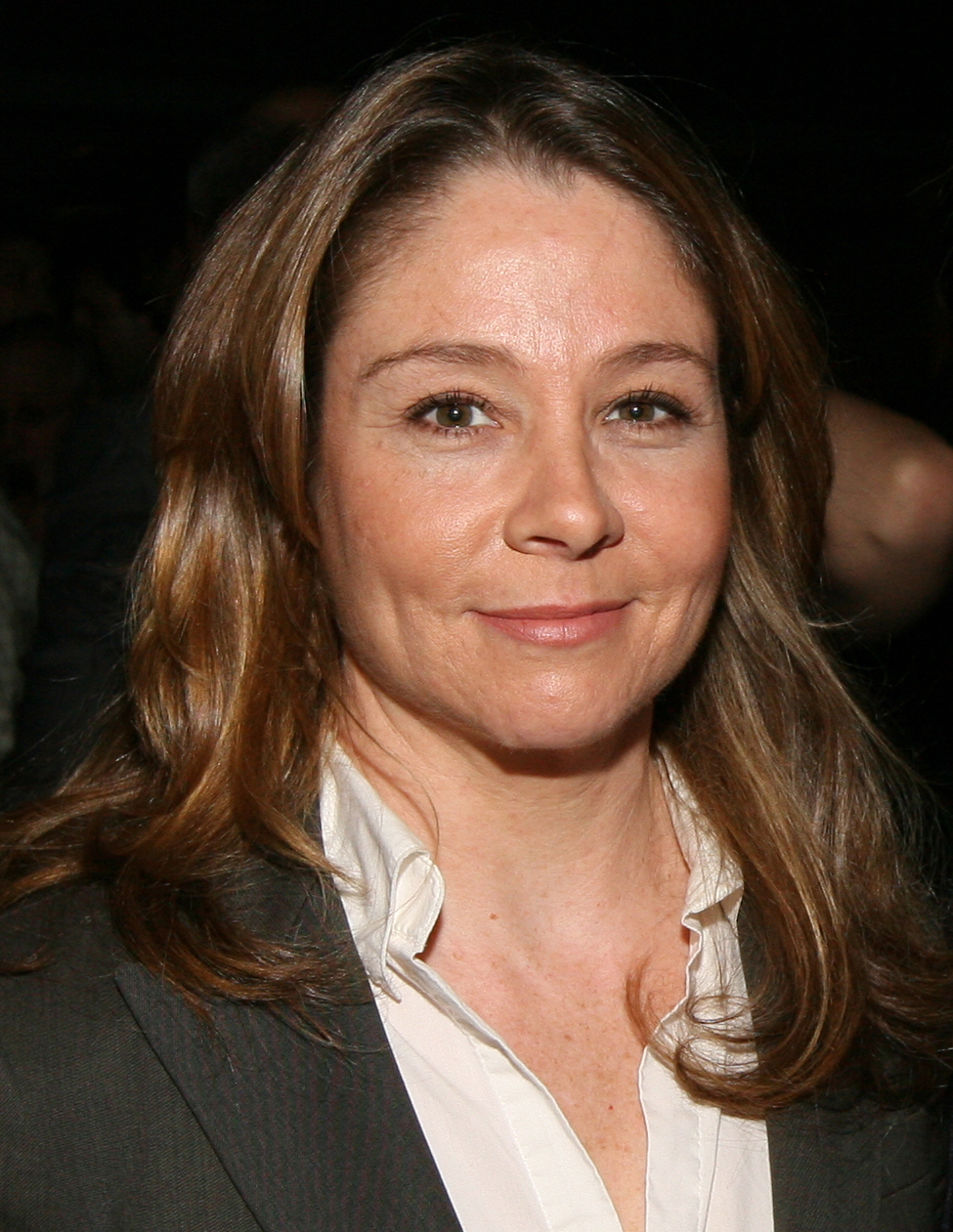
Megan Follows, 2012

- Jessica Folcker (1975), Zweeds zangeres
- Dave Foley (1963), Canadees-Amerikaans acteur
- James Foley (1953-2025), Amerikaans filmregisseur
- James Foley (1973-2014), Amerikaans persfotograaf
- John Patrick Foley (1935-2011), Amerikaans geestelijke en kardinaal van de Katholieke Kerk
- Mark Foley (1954), Amerikaans politicus
- Mick Foley (1965), Amerikaans schrijver en worstelaar
- Jonas Folger (1993), Duits motorcoureur
- Robert Folie (1941-2020), Belgisch atleet
- Carl Folke (1955), Zweeds ecoloog
- Arianna Follis (1977), Italiaans langlaufster
- Megan Follows (1968), Canadees/Amerikaans actrice
- Joke Folmer (1923-2022), Nederlands verzetsstrijder

## Fom
- Joelia Fomenko (1979), Russisch atlete
- Mychajlo Fomenko (1948-2024), Oekraïens voetballer en voetbaltrainer

## Fon
- Santiago Fonacier (1885-1977), Filipijns geestelijke, politicus en journalist
- Thomas Fonacier (1898-1981), Filipijns historicus en onderwijsbestuurder
- Bridget Fonda (1964), Amerikaans actrice
- Henry Fonda (1905-1982), Amerikaans acteur
- Jane Fonda (1937), Amerikaans actrice
- Adderly Fong (1990), Hongkongs-Chinees autocoureur
- Angela Fong (1987), Amerikaans model en professioneel worstelaarster
- Jorge Fons (1939-2022), Mexicaans filmregisseur
- Daniel Fonseca (1969), Uruguayaans voetballer
- Fumilay Fonseca (1988), Santomees atlete
- Ramón Fonseca Mora (1952-2024), Panamees zakenman en advocaat
- Ramón Fonst (1883-1959), Cubaans schermer
- Juan Font i Giralt (1899-1936), Catalaans priester en esperantist
- Arthur Fontaine (1911-2002), Belgisch atleet
- Brigitte Fontaine (1939), Frans zangeres
- Chantal Fontaine (1962), Frans atlete
- Eddy Fontaine (1964), Belgisch politicus
- Gaspard-Théodore-Ignace de la Fontaine (1787-1871), Luxemburgs politicus
- Henry Fontaine (1857-1923), Belgisch zanger
- Hippolyte Fontaine (1833-1910), Frans industrieel
- Jacques Fontaine (?), Belgisch syndicalist
- Joan Fontaine (1917-2013), Amerikaans actrice
- José Fontaine (1946), Belgisch journalist
- Just Fontaine (1933-2023), Frans voetballer
- Matthieu Fontaine (1987), Frans voetballer
- Miha Fontaine (2004), Canadees freestyleskiër
- Nicole Fontaine (1942-2018), Frans politica
- Olga de la Fontaine (1962), Nederlands schrijfster
- Paul-Bernard de Fontaine (1576-1643), Zuid-Nederlands militair
- Philippe Fontaine (1945), Belgisch politicus
- Pierre Fontaine (1814-1882), Belgisch hotelier en kunstverzamelaar
- Robert Fontaine (1980), Frans schaker
- Stella Fontaine (1889-1966), Joods-Nederlandse kleinkunstenares en cabaretière
- Alexandrine Fontaine-Borguet (1904-1996), Belgisch politica
- Gabriëlle Fontaine-Vanhoof (1902-1994), Belgisch politica
- Alex Fontana (1992), Zwitsers-Grieks autocoureur
- Carlo Fontana (1634-1714), Italiaans architect
- Domenico Fontana (1543-1607), Italiaans-Zwitsers architect
- Felice Fontana (1730-1805), Italiaans natuurwetenschapper en anatoom
- Lucio Fontana (1899-1968), Italiaans beeldend kunstenaar
- Tom Fontana (1951), Amerikaans schrijver en filmproducent
- Theodor Fontane (1819-1898), Duits schrijver
- Freerk Fontein (1924-1995), Nederlands burgemeester
- David Fonteno, Amerikaans acteur
- Luis Fontés (1912-1940), Brits autocoureur
- Jan Fontijn (1936-2022), Nederlands neerlandicus en literatuurwetenschapper
- Denis Fonvizin (1744-1792), Russisch schrijver

## Foo
- Lucien Foort (1969), Nederlands dj
- Eunice Foote (1819-1888), Amerikaans natuurkundige

## Fop
- Tineke Fopma (1953), Nederlands wielrenster

## For

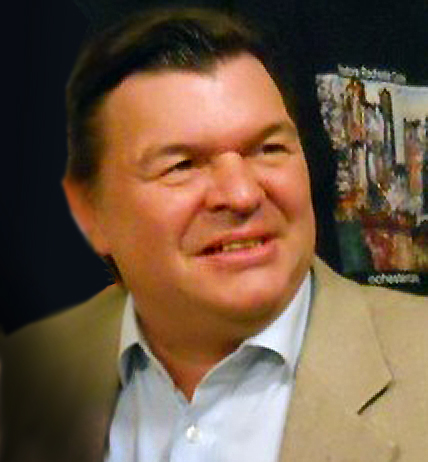
Jamie Foreman, 2011

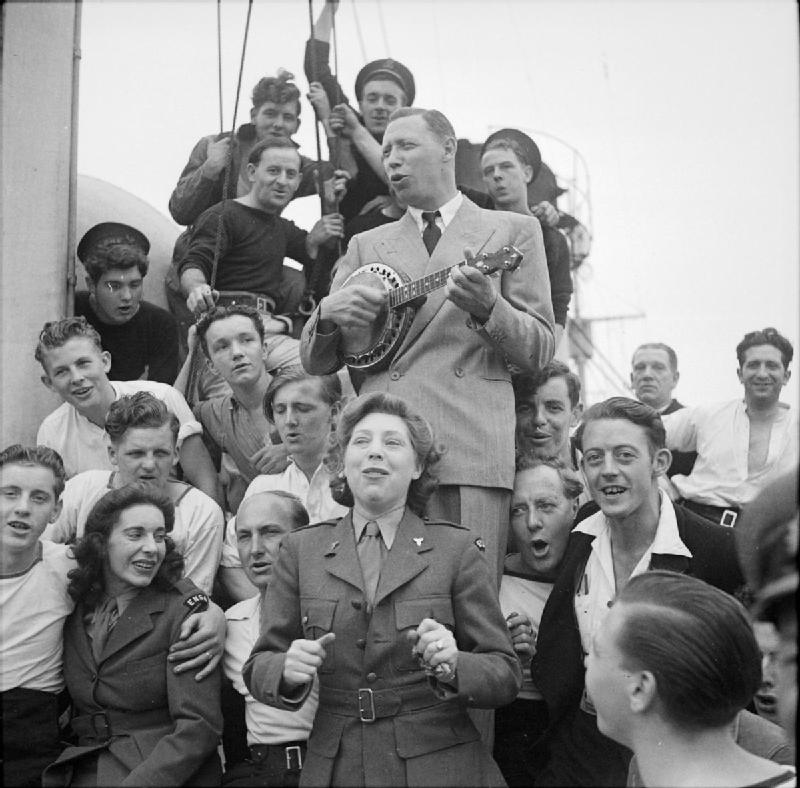
George Formby

- Frank Forberger (1943-1998), Oost-Duits roeier
- Alexander Forbes (1871-1959), Zuid-Afrikaans astronoom
- Clifton Forbes (1946-2010), Jamaicaans atleet
- David Forbes (1934-2022), Australisch zeiler
- James David Forbes (1809-1868), Schots natuurkundige, geoloog en glacioloog
- Robert Forbes (1900-1973), Nederlands scheikundige en wetenschapshistoricus
- Steve Forbes (1947), Amerikaans zakenman en politicus
- Elliott Forbes-Robinson (1943), Amerikaans autocoureur
- Toussaint de Forbin-Janson (1631-1713), Frans diplomaat en kardinaal-bisschop
- Brendan Ford, Amerikaans acteur
- Gerald Ford (1913-2006), Amerikaans president
- Glenn Ford (1916-2006), Amerikaans acteur
- Harrison Ford (1942), Amerikaans acteur
- Henry Ford (1863-1947), Amerikaans industrieel
- John Ford (1894-1973), Amerikaans regisseur
- Rob Ford (1969-2016), Canadees burgemeester
- Terence Ford (1945), Amerikaans acteur en fotograaf
- Tommy Ford (1989), Amerikaans alpineskiër
- Trevor Ford (1923-2003), Welsh voetballer
- Anthony Forde (1962), Barbadiaans darter
- Brooke Forde (1999), Amerikaans zwemster
- Lorna Forde (1952), Barbadiaans atlete
- Andy Fordham (1962-2021), Engels darter
- Ken Foree (1948), Amerikaans acteur
- Mac Forehand (2001), Amerikaans freestyleskiër
- George Foreman (1949-2025), Amerikaans bokser
- Jamie Foreman (1958), Brits acteur
- Javier Forés (1985), Spaans motorcoureur
- Jim Forest (1941-2022), Amerikaans schrijver, vredesactivist, oecumenicus en Oosters-orthodox christen
- Nicole Forester (1972), Amerikaans actrice
- Bruno Foresti (1923-2022), Italiaans aartsbisschop
- Lucas Foresti (1992), Braziliaans autocoureur
- Fabien Foret (1973), Frans motorcoureur
- Péter Forgács (1950), Hongaars fotograaf, mediakunstenaar en filmmaker
- Michael Forgeron (1966), Canadees roeier
- Arnaldo Forlani (1925-2023), Italiaans politicus; premier van oktober 1980 tot juni 1981
- James Forman (1928-2005), Amerikaans activist
- George Formby (1904-1961), Brits muzikant, zanger en acteur
- Ivar Formo (1951-2006), Noors langlaufer en oriëntatieloper
- Leonardo Fornaroli (2004), Italiaans autocoureur
- Alfons Fornier (1875-1963), Belgisch hoogleraar, politicus en Vlaams activist
- Verónica Forqué Vázquez-Vigo (1955-2021), Spaans filmactrice
- Frederic Forrest (1936-2023), Amerikaans acteur
- Vernon Forrest (1971-2009), Amerikaans bokser
- Olesja Forsjeva (1979), Russisch atlete
- Mikael Forssell (1981), Fins voetballer
- Werner Forssmann (1904-1979), Duits arts en Nobelprijswinnaar
- Christoph Förster (1681-1767), Duits componist
- Isaac Forster (1903-1984), Senegalees rechter
- John Forster (1812-1776), Brits literair criticus en biograaf van Dickens
- Kerstin Förster (1965), Oost-Duits roeister
- Olaf Förster (1962), Oost-Duits roeier
- Bruce Forsyth (1928-2017), Brits presentator en entertainer
- Frederick Forsyth (1938-2025), Brits schrijver
- Rosemary Forsyth (1943), Amerikaans genaturaliseerde actrice
- Henderson Forsythe (1917-2006), Amerikaans acteur
- John Forsythe (1918-2010), Amerikaans acteur
- Gertrud von Le Fort (1876-1971), Duits schrijfster
- Louis Fortamps (1942), Belgisch atleet
- Jeanne Fortanier-de Wit (1907-1993), Duits politica
- Marlene Forte, Cubaans actrice, filmproducente en filmregisseuse
- Antonio Fortich (1913-2003), Filipijns geestelijke
- Piet Fortuin (1958), Nederlands bestuurder en politicus
- Pim Fortuyn (1948-2002), Nederlands politicus

## Fos
- Dick Fosbury (1947-2023), Amerikaans atleet
- Frank Foss (1895-1989), Amerikaans atleet
- Helene Marie Fossesholm (2001), Noors langlaufster
- Steve Fossett (1944-2007), Amerikaans zakenman en avonturier
- Sondre Turvoll Fossli (1993), Noors langlaufer
- Samuel Fosso (1962), Kameroens fotograaf
- Ariane Daniele Foster (1962-2010), Duits-Engels zangeres en oprichter van de punkband The Slits
- Blake Foster (1985), Amerikaans acteur
- Bren Foster, in Engeland geboren Australisch acteur en vechtsporter
- Carson Foster (2001), Amerikaans zwemmer
- Greg Foster (1958-2023), Amerikaans atleet
- Jodie Foster (1962), Amerikaans actrice
- Kat Foster (1978), Amerikaans actrice
- Louis Foster (2003), Brits autocoureur
- Mo Foster (1944-2023), Brits basgitarist
- Ron Foster (1930), Amerikaans acteur
- Sally Foster (1984), Australisch zwemster
- Sara Foster (1981), Canadees-Amerikaans actrice
- Tim Foster (1970), Brits roeier
- Tommy Foster (1967), Nederlands zanger; pseudoniem van Casper Janssen
- Brigitte Foster-Hylton (1974), Jamaicaans atlete

## Fot
- Markus Fothen (1981), Duits wielrenner

## Fou
- Charles de Foucauld (1858-1916), Frans ontdekkingsreiziger en kluizenaar
- Léon Foucault (1819-1868), Frans natuurkundige
- Michel Foucault (1926-1984), Frans filosoof
- André Foucher (1933-2025), Frans wielrenner
- Robert Foulis (1796-1866), Canadees ingenieur, uitvinder, zakenman en kunstenaar
- Bill Foulkes (1932-2013), Brits voetballer
- Charles Foulkes (1903-1969), Canadees militair
- Edward Foulkes (1990), Japans darter
- Jean Fouquet (15e eeuw), Frans schilder
- Martin Fourcade (1988), Frans biatleet
- Simon Fourcade (1984), Frans biatleet
- Joseph Fourier (1768-1830), Frans wis- en natuurkundige
- Paul Fourmarier (1877-1970), Belgisch geoloog en stratigraaf
- Leon Fourneau (1900-?), Belgisch atleet
- Jean Fournet (1913-2008), Frans dirigent
- Pierre Fournier (1906-1986), Frans cellist
- Michel Fourniret (1942), Frans crimineel

## Fow
- Derek Fowlds (1937-2020), Brits acteur
- Hal Fowler (1927-2000), Amerikaans pokerspeler
- Ralph Fowler (1889-1944), Brits natuurkundige en astronoom
- Robbie Fowler (1975), Engels voetballer
- William Fowler (1911-1995), Amerikaans natuurkundige en Nobelprijswinnaar
- Julie Fowlis (1978), Schots zangeres, musicus en presentator
- Eddie Fowlkes (1962), Amerikaans technoproducer

## Fox
- Edward Fox (1937), Brits acteur
- Emilia Fox (1974), Brits actrice
- James Fox (1939), Brits acteur

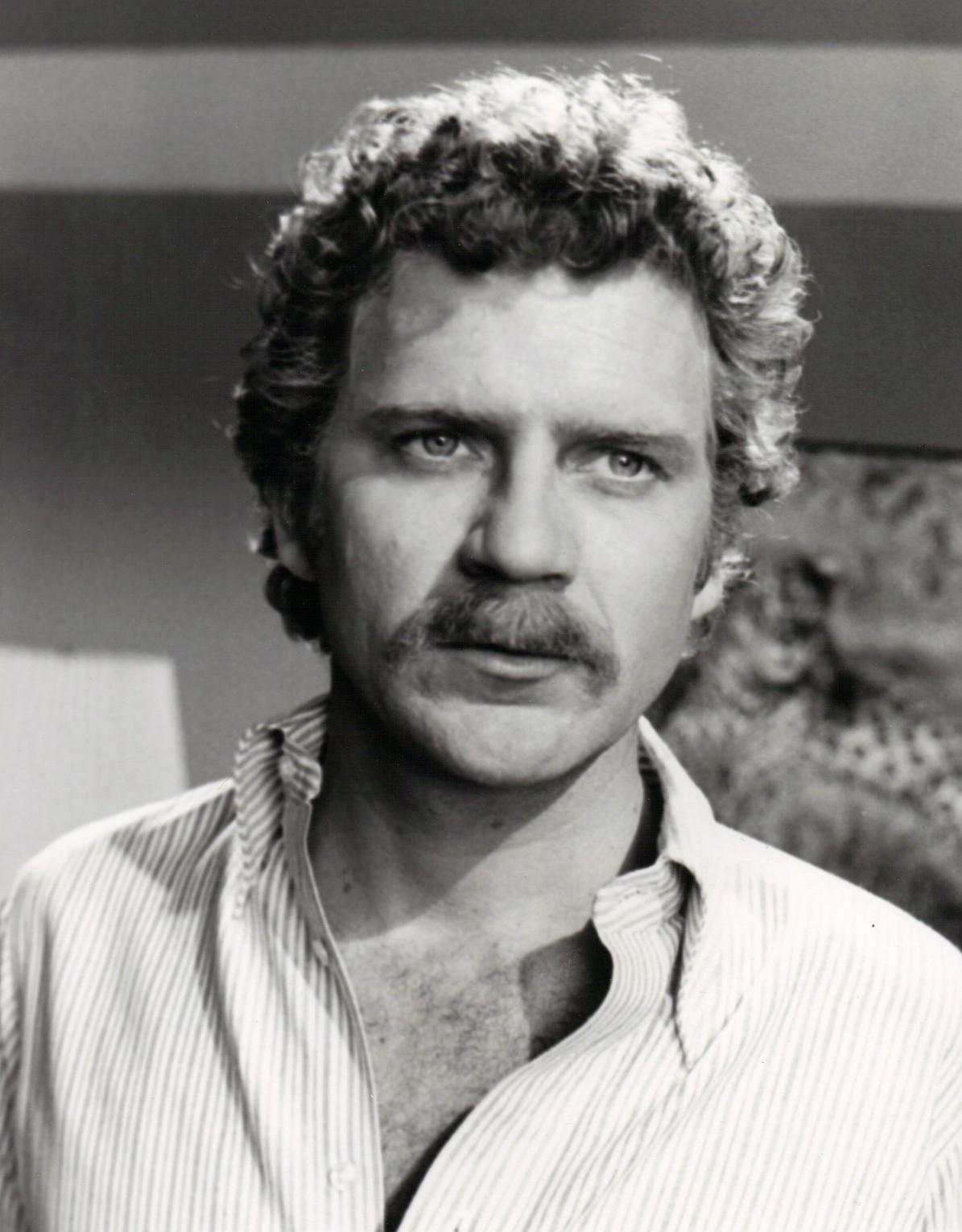
Robert Foxworth

- Jessica Fox (1994), Australisch kanovaarster
- Laurence Fox (1978), Brits acteur
- Michael J. Fox (1961), Canadees acteur
- Peter Fox (1971), Duits zanger
- Richard Fox (1960), Brits kanovaarder
- Sam Fox (1929), Amerikaans zakenman en diplomaat
- Vicente Fox (1942), president van Mexico (sinds 2000)
- George Lane Fox-Pitt (1856-1932), Engels elektrotechnicus
- Robert Foxworth (1941), Amerikaans acteur en filmregisseur
- Jamie Foxx (1967), Amerikaans acteur, komiek en zanger